# 第10回オクラホマ映画批評家協会賞
第10回オクラホマ映画批評家協会賞は2015年の映画を対象としており、2016年1月4日に受賞者が発表された。

## 受賞一覧

### 作品賞
- 1位 - 『スポットライト 世紀のスクープ』（トム・マッカーシー監督）
  - 2位 - 『マッドマックス 怒りのデス・ロード』（ジョージ・ミラー監督）
  - 3位 - 『ブルックリン』（ジョン・クロウリー監督）
  - 4位 - 『エクス・マキナ』（アレックス・ガーランド監督）
  - 5位 - 『マネー・ショート 華麗なる大逆転』（アダム・マッケイ監督）
  - 6位 - 『キャロル』（トッド・ヘインズ監督）
  - 7位 - 『レヴェナント: 蘇えりし者』（アレハンドロ・ゴンザレス・イニャリトゥ監督）
  - 8位 - 『インサイド・ヘッド』（ピート・ドクター監督）
  - 9位 - 『ボーダーライン』（ドゥニ・ヴィルヌーヴ監督）
  - 10位 - 『ヘイトフル・エイト』（クエンティン・タランティーノ監督）

### 監督賞
- ジョージ・ミラー - 『マッドマックス 怒りのデス・ロード』

### 主演男優賞
- レオナルド・ディカプリオ - 『レヴェナント: 蘇えりし者』

### 主演女優賞
- ブリー・ラーソン - 『ルーム』

### 助演男優賞
- マイケル・キートン - 『スポットライト 世紀のスクープ』
- シルヴェスター・スタローン - 『クリード チャンプを継ぐ男』

### 助演女優賞
- アリシア・ヴィキャンデル - 『エクス・マキナ』

### Body of Work
- アリシア・ヴィキャンデル - 『エクス・マキナ』、『戦場からのラブレター』、『リリーのすべて』、『二ツ星の料理人』

### オリジナル脚本賞
- トム・マッカーシー、ジョシュ・シンガー - 『スポットライト 世紀のスクープ』

### 脚色賞
- アダム・マッケイ、チャールズ・ランドルフ - 『マネー・ショート 華麗なる大逆転』

### 第1回作品賞
- 『エクス・マキナ』（アレックス・ガーランド監督）

### ドキュメンタリー映画賞
- 『AMY エイミー』（アシフ・カパディア監督）

### アニメ映画賞
- 『インサイド・ヘッド』（ピート・ドクター監督）

### 外国語映画賞
- 『サウルの息子』（ネメシュ・ラースロー監督） ハンガリー

### 最も出来に失望させられた映画賞
- 『トゥモローランド』（ブラッド・バード監督）